# Helmut Simon (Chemiker)
Helmut Simon (* 14. April 1927 in Würzburg; † 19. Mai 2016) war ein deutscher Chemiker mit Schwerpunkt auf Organische Chemie und Biochemie.

## Leben
Simon wurde 1927 in Würzburg geboren. 1930 zog seine Familie nach Ludwigshafen am Rhein wo Simon aufwuchs. Er studierte ab April 1946 Chemie an der Universität Mainz. Nach vier Semestern wechselte er an die Universität Heidelberg. Dort promovierte er im Februar 1954 zum Dr. rer nat. bei Friedrich Weygand. Während der Arbeit an seiner Dissertation war Simon als Wissenschaftlicher Assistent bei Karl Freudenberg tätig. Anschließend war er von Herbst 1954 bis 1964 in der Arbeitsgruppe von Weygand tätig und begleitete diesen so von Heidelberg an die Universität Tübingen, an die Technische Hochschule Berlin und an die Technische Universität München. 1956 war er Post-Doktorand bei Melvin Calvin an der University of California in Berkeley. 1960 habilitierte er in München. 1964 erhielt er den Ruf an den Lehrstuhl für Chemie am Institut für Landwirtschaftliche Technologie in Weihenstephan (dem heutigen TUM-Wissenschaftszentrum Weihenstephan).
1971 übernahm er den neu geschaffenen Lehrstuhl für Organische Chemie und Biochemie an der Technischen Universität München und hatte diesen bis zu seiner Emeritierung am 31. März 1994 inne. Simon lehrte noch die nächsten drei Jahre. Danach wurde der Lehrstuhl aufgespalten. Den Lehrstuhl für Organische Chemie und Biochemie übernahm Adelbert Bacher, während Johannes Buchner den Lehrstuhl für Biotechnologie übernahm.
Neben seiner Tätigkeit als Hochschullehrer war er des Weiteren Dekan der Fakultät für Chemie, während diese von München nach Garching verlegt wurde. Während seiner Garchinger Zeit begründete Simon einen Sonderforschungsbereich zur Biokonversion und wurde zum Präsidenten der Gesellschaft für Biologische Chemie gewählt.